# Februari 1998
Dit artikel geeft een chronologisch overzicht van alle belangrijke gebeurtenissen per dag in de maand februari van het jaar 1998.

## Gebeurtenissen

### 1 februari
- De Belgische veldrijders beleven een nooit eerder gekend succes op de wereldkampioenschappen in Denemarken. Mario De Clercq wint de titel bij de eliterenners voor Erwin Vervecken. Sven Nys wordt wereldkampioen bij de beloften voor Bart Wellens.

### 2 februari
- In de Algerijnse provincie Tiemcen vermoorden als politieman verklede rebellen 15 mensen. De Algerijnse veiligheidstroepen doden ten zuiden van Algiers 60 rebellen.
- De Verenigde Staten zijn bereid "substantieel" geweld te gebruiken tegen Irak als dat blijft weigeren onbelemmerde toegang te verlenen aan de wapeninspecteurs van de Verenigde Naties. De VS sturen vliegtuigen en infanteristen naar het Golfgebied.

### 3 februari
- De staart van een laagvliegende Amerikaanse militaire straaljager raakt in het Italiaanse skioord Cavalese de kabel van een skilift. Een gondel van een kabelbaan stort 80 meter naar beneden en 20 mensen komen om, onder hen 5 Belgen.

### 4 februari
- Bij een aardbeving van 6.1 op de schaal van Richter in Noord-Afghanistan komen meer dan 5000 mensen om.

### 5 februari
- Kroonprins Willem-Alexander wordt in het Japanse Nagano benoemd tot lid van het Internationaal Olympisch Comité. NOC*NSF-voorzitter Wouter Huibregtsen voelt zich gepasseerd en noemt de prins van Oranje in een vraaggesprek met de Volkskrant "een judas", "een saboteur" en "een lafaard". Huibregtsen ontkent dit te hebben gezegd, maar moet toch aftreden als voorzitter van NOC*NSF. In een rechtszaak tegen de krant wordt Huibregtsen deels in het gelijk gesteld.

### 6 februari
- Het Nederlandse kabinet besluit dat Schiphol jaarlijks met 20.000 vluchten mag groeien. Daardoor moet voor de tweede achtereenvolgende keer gedoogd worden dat de milieugrenzen zullen worden overschreden.
- De naam van Washington National Airport wordt gewijzigd naar Ronald Reagan Washington National Airport.
- Kroonprins Abdullah wordt bij verordening van zijn vader Koning Hoessein de leider van Jordanië.
- In Corsica komt prefect Claude Erignac (60) bij een aanslag om het leven. Deze politieke moord wordt door Corsicaanse nationalisten opgeëist. Ze veroorzaakt een golf van verontwaardiging in heel Frankrijk.
- Synthpop artiest Falco komt bij een verkeersongeluk om het leven. Tussen de steden Villa Montellano en Puerto Plata in de Dominicaanse Republiek, werd zijn terreinwagen geramd door een bus. Falco was op slag dood.

### 7 februari
- Ballonvaarder Wim Verstraeten en zijn twee maats landen met hun Breitling Orbiter op 125 km ten noorden van de Birmaanse hoofdstad Rangoon. Het drietal verbetert met een tocht van 9 dagen 17 uur en 55 minuten het duurrecord in de geschiedenis van de luchtvaart.

### 8 februari
- Op de Olympische Winterspelen in Nagano behaalt de Belgische snelschaatser Bart Veldkamp een bronzen medaille op de 5000 meter.

### 9 februari
- De Georgische president Edoeard Sjevardnadze ontsnapt in het centrum van Tbilisi aan een aanslag.
- Vendex doet voor een bedrag van 1,7 miljard gulden een bod op KBB, eigenaar van de Bijenkorf. Daarmee zal de grootste warenhuisketen van Nederland ontstaan, met een omzet van 13 miljard gulden en 64.000 werknemers.

### 10 februari
- De Belgen Dixie Dansercoer en Alain Hubert ronden met succes hun tocht te voet over Antarctica af.

### 11 februari
- Philips benoemt ex-Compaqman Roel Pieper in de raad van bestuur. Pieper wordt alom gezien als de opvolger van Philips-president Cor Boonstra. Philips boekt over 1997 een recordwinst, maar de mobiele telefoons lijden nog steeds verlies.

### 12 februari
- De Congolese oppositieleider Étienne Tshisekedi wordt in Kinshasa door militairen opgepakt en naar het binnenland verbannen.
- Koning Albert II opent in Brussel officieel het nieuwe gebouw van het Europees Parlement.
- Vicepresident Al Gore en een aantal Amerikaanse autofabrikanten sluiten een convenant om schonere auto's te gaan produceren.
- KNP BT verkoopt zijn verpakkingsdivisie voor 3,4 miljard gulden aan een buitenlandse investeerder en gaat verder onder de naam Buhrman. Daarmee is de grote papierfusie tussen KNP, BT en VRG weer geheel ontbonden.

### 13 februari
- Het Nederlandse kabinet trekt 850 miljoen gulden extra uit om de koopkracht te repareren. Dat was nodig omdat grote groepen mensen ondanks herhaalde beloften van het kabinet in januari toch een inkomensachteruitgang hadden gekregen.
- Het Australische parlement keurt de overgang naar een presidentieel systeem goed.

### 14 februari
- Twee dagen voor de parlementsverkiezingen in India komen bij een reeks bomexplosies 32 mensen om het leven.
- Tijdens de autorally Boucles de Spa gaat een wagen uit de bocht en maait vijf mensen neer. Een ervan komt om het leven.
- Connie Palmen publiceert I.M., een autobiografische roman over haar relatie met Ischa Meijer en een van de best verkopende boeken in een jaar dat door bestsellers (Abessijnse kronieken, Anna Hanna en Johanna, Lazaruskind) beheerst wordt.

### 15 februari
- Glafkos Kerides wordt herkozen als president van Cyprus.

### 16 februari
- Libië nodigt paus Johannes Paulus II uit voor een bezoek aan hun land.
- In de Verenigde Staten ontstaat opschudding nadat in het Californische Tarzana een baby is geboren die zich ontwikkeld heeft uit een embryo dat 7,5 jaar geleden ingevroren is geweest.

### 17 februari
- De Duitse romancier/essayist Ernst Jünger overlijdt op 103-jarige leeftijd.

### 18 februari
- Op vraag van de Verenigde Staten stuurt België het fregat Westdiep naar de Perzische Golf in het kader van de crisis rond Irak.

### 19 februari
- In Auckland (Nieuw-Zeeland) begint een stroomonderbreking die 66 dagen zal duren.

### 20 februari
- Sinn Féin mag gedurende twee weken niet deelnemen aan het vredesoverleg over Noord-Ierland wegens de betrokkenheid van het IRA bij twee moorden.
- In een laatste poging geweld te voorkomen vertrekt de secretaris-generaal van de Verenigde Naties, Kofi Annan, naar Irak.

### 21 februari
- Het Nederlands elftal wint de eerste van vijf oefeninterlands op weg naar het WK voetbal 1998 in Frankrijk. In Miami Gardens wordt met 2-0 gewonnen van de Verenigde Staten. Doelpuntenmakers zijn Ronald de Boer en Clarence Seedorf.

### 22 februari
- VN-secretaris-generaal Kofi Annan bereikt een akkoord met Saddam Hoessein over de voortzetting van de VN-wapeninspecties.
- De film Central do Brasil van Walter Salles wint op het festival van Berlijn de Gouden Beer.

### 23 februari
- Chemiebedrijf DSM neemt voor een bedrag van 3 miljard gulden Gist Brocades over. Voor de werkgelegenheid heeft de transactie geen gevolgen.

### 24 februari
- Het Nederlands elftal wint ook de tweede van vijf oefeninterlands op weg naar het WK voetbal 1998 in Frankrijk. In de Orange Bowl in Miami wordt met 3-2 gewonnen van Mexico. Doelpuntenmakers zijn Patrick Kluivert (2) en Wim Jonk. PSV-verdediger Ernest Faber maakt zijn debuut voor de ploeg van bondscoach Guus Hiddink.

### 25 februari
- Het Cubaanse parlement verkiest unaniem Fidel Castro voor een nieuwe termijn van vijf jaar als president. Fidel's broer, Raul, blijft vicepresident.
- Op de uitreiking van de Grammy Awards wordt Bob Dylan drie keer met een prijs bedacht: beste album, beste mannelijke rockzanger en beste hedendaags folkalbum van 1997.

### 27 februari
- De gedwongen sluiting van Renault-Vilvoorde één jaar geleden wordt herdacht met de onthulling van het standbeeld 'Strijd voor Arbeid' van de Vilvoordse kunstenaar Rik Poot.
- Premier Wim Kok laat weten geen tweede termijn als minister-president te zullen aangaan als de VVD de Kamerverkiezingen van mei 1998 wint. Ook zal hij dan geen minister worden.
- Het schilderij Landschap bij Aix met de Tour César (1895) van Paul Cézanne blijft in Nederland. Het doek, dat naar het buitenland verkocht dreigde te worden, is gekocht door een anonymus, die het in bruikleen geeft aan Museum Boijmans Van Beuningen in Rotterdam. Het schilderij is aanleiding voor een discussie over het ontbreken van een nationaal aankoopfonds voor kunst.
- Het Amsterdamse PvdA-raadslid Annemarie Grewel overlijdt op 62-jarige leeftijd. Ze werd vooral bekend als voorzitter van congressen.

### 28 februari
- De afgelopen maand februari is de droogste van deze eeuw.
- De Russische president Boris Jeltsin ontslaat drie ministers.
- In Kosovo vallen 20 doden bij een treffen tussen Albanese Kosovaren en de ordestrijdkrachten.

<< · januari · februari · maart · april · mei · juni · juli · augustus · september · oktober · november · december · >>